# Eaton épület (Willamette Egyetem)
Az Eaton épület a Willamette Egyetem bölcsészettudományi tanszékeinek székhelye az Amerikai Egyesült Államok Oregon államának Salem városában.
A campus északi határán elhelyezkedő létesítményt a Smullin és Waller épületek határolják.

## Története
Az 1907–1908-ban épült létesítményt 1909 szeptember 21-én adták át. Névadója Abel E. Eaton gyártulajdonos, aki az építkezést ötvenezer dollárral támogatta.
A tornyok kerek díszeit később eltávolították. 1923 és 1938 között itt volt a jogi főiskola székhelye, az 1960-as években pedig a rektori kabinet és a telefonközpont.
Az 1980-as évekig itt működtek az egyetem adminisztratív egységei, de később az irodákat tantermekké alakították át. 1983-ban az épület belterét átépítették, 1984-ben pedig felkerült a salemi történelmi épületek listájára. 2004 nyarán a padláson 1,4 millió dolláros beruházás keretében a retorikai és antropológiai tanszék tantermeit és irodáit alakították ki.

## Stílus
A négyszintes kő-téglaépület tetejét zsindely borítja. Az épület neogótikus és Beaux-Arts elemeket is tartalmaz; a bejáratok boltívei, a tornyok és a szemöldökfák neogótikus stílusúak.

## Fordítás
- Ez a szócikk részben vagy egészben  az   Eaton Hall (Oregon) című angol Wikipédia-szócikk ezen változatának fordításán alapul.  Az eredeti cikk szerkesztőit annak laptörténete sorolja fel. Ez a jelzés csupán a megfogalmazás eredetét és a szerzői jogokat jelzi, nem szolgál a cikkben szereplő információk forrásmegjelöléseként.